# Concord (Nebraska)
Pour les articles homonymes, voir Concord.
Concord est un village du comté de Dixon, dans l'État du Nebraska, aux États-Unis. En 2020, il comptait une population de 126 habitants.